# 21754 Tvaruzkova
A 21754 Tvaruzkova (ideiglenes jelöléssel 1999 RZ183) a Naprendszer kisbolygóövében található aszteroida. A LINEAR projekt keretében fedezték fel 1999. szeptember 9-én.